# Caroline Gaudard
Caroline Louise Sophie Gaudard, född 19 mars 1846 i Lausanne i Schweiz, död 30 september 1929 i Göteborg, var en schweizisk-svensk fotograf, konstnär och lärare. Hon är främst känd för sina foton av interiörer i borgerliga hem i Göteborg och Stockholm.
Gaudard föddes i Lausanne och var bosatt i Österrike en period innan hon kom till Göteborg 1880. Hon höll privatundervisning i franska och engelska samt även i teckning. Teckningsundervisningen skedde på engelska eller franska och kombinerades således med språkövning. Gaudard ställde ut målningar och fotografier på boklådor i Göteborg i slutet av 1880-talet. Hennes verk beskrevs i Göteborgsposten som lämpliga julgåvor. Hon öppnade fotografifirma i Göteborg 1893. Firmans specialitet var interiörbilder från privata hem, något som hade vuxit i popularitet bland de välbeställda.

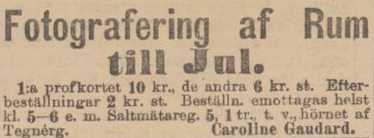
Annons i Dagens Nyheter 7 december 1897.

Gaudard flyttade till Stockholm 1897. Där fortsatte hon att ge språklektioner och att verka som fotograf. Interiörbilder var fortsatt en specialitet. Under en period drev hon även fotografiateljé Linnéa med visitkortsfotografering på Näckströmsgatan. Efter en kort tid i Alingsås 1905–1906 flyttade hon tillbaka till Göteborg. Hon blev svensk medborgare 1907. Hon fortsatte med viss språkundervisning fram till sin död 1929.
Många av Gaudards interiörfotografier finns bevarade i Göteborgs Stadsmuseums samlingar. Utställningen Eviga ögonblick som hölls på museet 2013 innehöll fotografier av Gaudard och två samtida kvinnliga Göteborgsfotografer: Olga Rinman och Anna Backlund. Ett arkivfynd av 16 interiörbilder av Gaudard från Villa Korndal i Mölndal gjordes 2021. Två målningar av Gaudard finns bevarade i Trädgårdsföreningens arkiv i Göteborg och två litografier finns i Nationalmuseums samlingar.

## Exempel på fotografier

Familjen Plass våning i Göteborg, matsal och salong. Cirka 1890.
Hilda Lindgrens ateljé. Cirka 1897.
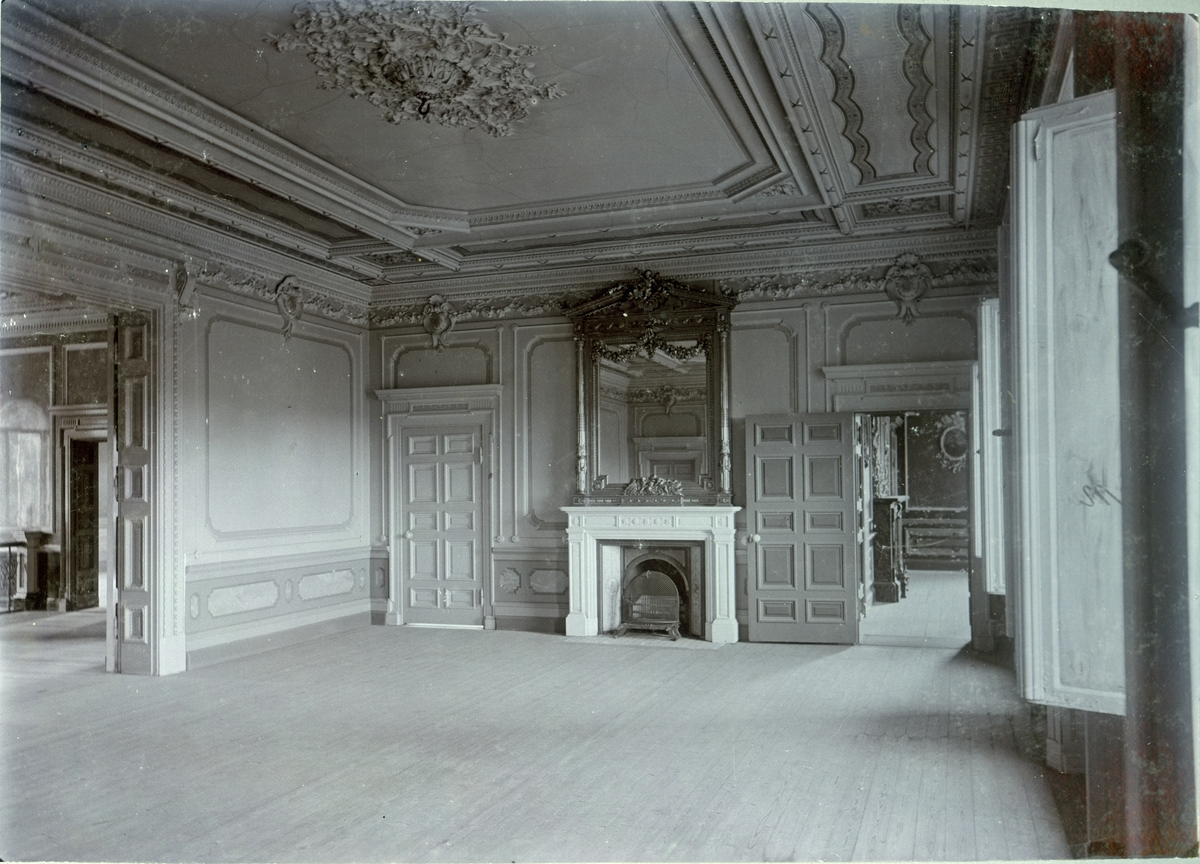
Interiör från Villa Korndal, salongen. 1895.